# Verkkoniemi
Verkkoniemi är en udde i Finland. Den är en del av ön Fagerö och ligger i Pyttis och landskapet Kymmenedalen, i den södra delen av landet, 100 km öster om huvudstaden Helsingfors.
Terrängen inåt land är platt.  Närmaste större samhälle är Kotka, 15,5 km nordost om Verkkoniemi. 